# MyFootballClub
MyFootballClub (MyFC) é uma sociedade Inglesa que buscou, começando em Agosto de 2007, recrutar fãs de futebol em todo o mundo para compar uma equipe de futebol de Inglaterra.  A premissa do MyFootballClub é permitir que os membros pagantes (que são efetivamente os donos do clube) controlem as atividades do clube através de um processo democrático de votação pela internet. As votações variam desde a escolha de patrocinadores e preço de ingressos, a escolha das cores e desenho do uniforme.
Em 23 de Janeiro de 2008, 95.89% dos membros do MyFC concordaram em comprar 75% das ações do Ebbsfleet United F.C., autorizando com isso a compra desse clube pelo MyFC.  Com isso, MyFootballClub tornou-se a primeira comunidade da internet na história a gerir completamente um clube de esporte profissional.

## References
1. ↑  
«Página principal do MyFootballClub». MyFootballClub.co.uk. 1 de agosto de 2007. Consultado em 22 de maio de 2011
2. ↑  
«Internautas compram time de futebol na Inglaterra». Globo.com. 13 de novembro de 2007. Consultado em 22 de maio de 2011